# Route 4 (Nouvelle-Écosse)
Pour les articles homonymes, voir Route 4.
La route 4 est une route principale de la Nouvelle-Écosse située dans le nord-ouest, le nord et le nord-est de la province. Elle traverse une région mixte, tant boisée qu'agricole qu'urbanisée, alors qu'elle traverse quelques des plus grandes villes de la Nouvelle-Écosse. Elle passe notamment par Truro, New Glasgow, Antigonish, Port Hawkesbury, Sydney et Glace Bay, et elle est l'une des rues principales de toutes ces villes. Elle parcourt 415 km (258 mi) faisant de la route 4 la plus longue route de la Nouvelle-Écosse.

## Description du tracé
La route 4 est séparée par quelques kilomètres à deux reprises. Elle est absente dans les environs de Truro et dans les environs de New Glasgow. Elle est donc séparée en trois sections distinctes.

### Section 1: Entre Thomson Station et Glenholme
La route 4 débute officiellement à la sortie 7 de la route 104 à l'est d'Oxford, à Thomson Station. Elle se dirige d'abord vers l'est sur jusqu'à Wentworth, où elle bifurque vers le sud pour passer près de la station de ski de Wentworth et pour traverser les montagnes Cobéquid. Elle rejoint Folly Lake, puis Folly Mountain et croise ensuite la route 104, à sa sortie 11. À l'intersection avec la route 2, à Glenholme, elle rejoint celle-ci pour former un multiplex avec celle-ci jusqu'à l'intersection avec la route 102, où le premier segment prend fin.

### Section 2: Entre Truro et Westville
La deuxième section de la route 4 débute à Bible Hill. Elle se dirige vers l'est, puis elle croise la route 104 à Valley Cross Roads, à sa sortie 17. Elle suit ensuite de très près la route 104 en passant par Kemptown, Mount Thom, Greenhill (en) et Alma. La deuxième section de la route 4 se termine à la sortie 21 de la route 104, à Westville, banlieue de New Glasgow.

### Section 3: Entre New Glasgow et Glace Bay
La troisième section de la route 4 est la plus longue des trois, et la principale.
Le troisième segment de la route 4 débute au sud de New Glasgow, sur la route 348. Elle quitte la ville en se dirigeant vers l'est. À l'est de Pine Tree, elle forme un court multiplex avec la route 104, puis à Sutherlands River, elle la quitte pour traverser les villages de French River, de Kenzieville et de Barneys River Station. À Barneys River Station, elle croise à nouveau la route 104 et forme un multiplex jusqu'à Marshy Hope. Là, elle quitte la route 104 et la suit en passant par James River. La route 4 passe ensuite dans le sud et le centre d'Antigonish. Elle rejoint ensuite à nouveau la 104 à sa sortie 34. Les routes forment un multiplex jusqu'à la sortie 36A à Heatherton (en).
La route 4 traverse ensuite la région acadienne de Tracadie et de Havre-Boucher. Elle croise la route 16 à Monastery et traverse ensuite Havre Boucher et East Havre Boucher. Elle rejoint à nouveau la route 104 à Aulds Cove. Ensemble, les routes 104 et 4 empruntent la Chaussée de Canso pour traverser le Détroit de Canso et atteindre l'Île du Cap-Breton.
À son arrivée sur l'île, la route rencontre les routes 19 et 105 dans un carrefour giratoire à Port Hastings. La route 104 prend temporairement fin à cet endroit et la route 4 se poursuit vers l'est jusqu'à Port Hawkesbury, qu'elle traverse. Peu après, la route 104 reprend et la route 4 lui est parallèle, plus au nord.
La route 4 parcourt ensuite une région plus isolée et passe par Cleveland et Grande Anse. À Grande Anse, elle se rapproche de la route 104 et la suit de près jusqu'à l'ouest de Saint-Pierre, où celle-ci prend fin définitivement. La route 4 se poursuit et traverse Saint-Pierre. Elle commence à longer la rive est du Lac Bras d'Or et passe par Lynch River, Soldiers Cove et Johnstown (en). Ce segment vers le nord-est est plus sinueux. La route atteint ensuite Irish Cove, Big Pond et East Bay (en), alors qu'elle se dirige vers le nord-est en étant moins sinueuse.
Elle s'approche de Sydney, la principale ville de l'île. Elle traverse Sydney Forks, Howie Centre et Sydney River, où elle devient la rue Kings. Un peu plus loin, elle croise la route 125 à sa sortie 6 et elle se poursuit vers le centre-ville de Sydney. Au centre-ville, elle croise les routes 22 et 28. Elle continue vers le nord-est et l'est puis quitte Sydney. Elle croise le terminus nord de la route 125 ainsi que l'aéroport de Sydney pour ensuite atteindre Glace Bay, son terminus est. La route prend fin au centre-ville, à la jonction avec la route 28.

## Histoire
La 4 débutait autrefois à la frontière entre le Nouveau-Brunswick et la Nouvelle-Écosse, tout juste à côté de l'actuelle route 104, à Fort Lawrence. Lorsque le réseau de la Route transcanadienne fut mis en service à travers le Canada, elle fut désignée comme étant la route transcanadienne en Nouvelle-Écosse. Toutefois, lors de la construction de la route 104 dans les années 1960, la route 4 perdit son statut de route principale et de route transcanadienne. Le numéro 4 fut alors repris pour la route traversant le Mount Thom et la vallée de Wentworth.

### Sections de l'ancienne route 4

#### De la frontière entre le Nouveau-Brunswick et de la Nouvelle-Écosse jusqu'à Monastery
- La boucle pour le centre d'information touristique de la Nouvelle-Écosse à Fort Lawrence est une ancienne section de la 4 et de la route 104
- La rue LaPlanche à Fort Lawrence
- Les rues LaPlanche et Church à Amherst
- R-204 de Amherst à Streets Ridge
- R-368 de Streets Ridge à Mahoneys Corner
- Section actuelle de la route 4 de Mahoneys Corner à Glenholme
- Glenholme Rd. à Glenholme
- Section actuelle de la 2 de Glenholme à Onslow (en)
- Onslow Rd. à Onslow et Upper Onslow
- R-311 de Upper Onslow jusqu'à Bible Hill
- Pictou Rd. à Bible Hill et Valley (en)
- Actuelle route 4 de Valley jusqu'à Kemptown
- Boucle de l'ancienne route 4 à Kemptown
- actuelle route 4 de Kemptown à Westville, avec quelques petites exceptions
- Truro Rd. et Westville Rd. à Westville et New Glasgow
- Westville, Stellarton, George, Archimedes, Marsh et Merigomish Rd. à New Glasgow
- Actuelle route 4 de Linacy jusqu'à Sutherlands River
- Actuelle route 4 de Sutherlands River jusqu'à Barneys River Station
- Roberston Rd. à Barneys River Station
- Actuelle route 104 de Barneys River Station jusqu'à Marshy Hope
- Actuelle route 4 de Marshy Hope jusqu'à Addington Forks
- Post St., James St., West St., Main St. et Saint Andrews St. à Antigonish
- Actuelle route 4 d'Antigonish jusqu'à South River Road
- Actuelle route 104 de South River Road jusqu'à Lower South River
- Route inutilisée à Taylors Road
- Dagger Woods Rd. à Dagger Woods
- Heatherton Village Rd. à Pomquet Forks et Heatherton (en)
- Actuelle route 4 de Heatherton (en) jusqu'à Monastery

#### De Monastery à Port Hawkesbury (avant 1955)
- Old Mulgrave Rd. de Monastery jusqu'à Mulgrave
- Wallace St. à Mulgrave
- Ancien Traversier entre Mulgrave et Port Hawkesbury
- MacSween, Granville et Sydney Rd. dans Port Hawkesbury

#### De Monastery à Port Hawkesbury (après 1955)
- Actuelle route 4 de Monastery à Aulds Cove
- Sections actuelles des routes 104 et 4, en traversant le détroit de Canso sur la Canso Causeway, et dans Port Hawkesbury

#### Port Hawkesbury à Glace Bay
- Actuelle route 4 de Port Hawkesbury à River Tillard
- Actuelle route 4 de River Tllard jusqu'à Sydney River (avec quelques exceptions mineures)
- Kings Rd. à Sydney River
- Kings Rd., Esplanade Rd., Prince St., Welton St. Et Grand Lake Rd. à Sydney
- Sydney Rd. à Reserve Mines
- Reserve St. à Glace Bay

## Intersections majeures
| Comté                                     | Ville                  | km     | Destinations                                                                                                  | Notes |
| ----------------------------------------- | ---------------------- | ------ | --- | --- |
| Cumberland                                |                        | 0,00   | Route 104 – Amherst, Truro                                                                                    | Sortie 7 de la Route 104 |
| Cumberland                                | Mahoneys Corner        | 11,60  | Route 368 nord vers Route 204 – Streets Ridge, South Victoria                                                 | Terminus sud de la Route 368 |
| Cumberland                                | Wentworth Centre       | 17,90  | Route 307 nord vers Route 6 – Wallace, Pugwash                                                                | Terminus sud de la Route 307 |
| Cumberland                                |                        | 22,70  | Route 246 est vers Route 6 – New Annan, Tatamagouche                                                          | Terminus sud de la Route 307 |
| Colchester                                | Glenholme              | 48,10  | Route 104 – Springhill, Amherst, Masstown, Truro                                                              | Sortie 11 de la Route 104 |
| Colchester                                | Glenholme              | 49,50  | Route 2 nord – Great Village, Amherst, Parrsboro                                                              | Terminus ouest du multiplex avec la Route 2 |
| Colchester                                | Masstown               | 52,30  | Route 104 – Oxford, Amherst, Truro, Halifax                                                                   | Sortie 12 de la Route 104; carrefour giratoire |
| Colchester                                | Onslow                 | 66,90  | Route 102 sud / Route 2 sud – Truro, Halifax                                                                  | Accès vers Route 102 sud seulement; terminus est du multiplex avec la Route 2; sortie 14A de la Route 102                                                                                                |
| Colchester                                | Onslow                 | 66,90  | Onslow Road vers Route 311                                                                                    | Accès vers Route 102 sud seulement; terminus est du multiplex avec la Route 2; sortie 14A de la Route 102                                                                                                |
| Segment manquant de 5,6 km (3,5 mi)       |                        |        | | |
| Colchester                                | Bible Hill             | 72,50  | Route 311 – Truro, Earltown, Tatamagouche                                                                     | |
| Colchester                                | Valley                 | 78,20  | Brookside Road vers Route 104 ouest / Route 311 – Amherst, Tatamagouche                                       | Sortie 17 de la Route 104 |
| Colchester                                | Valley                 | 78,60  | Route 104 est – New Glasgow, Cap-Breton                                                                       | Sortie 17 de la Route 104 |
| Colchester                                |                        | 88,30  | Stevens Cross Road vers Route 104                                                                             | |
| Pictou                                    |                        | 95,60  | Pictou Road vers Route 104                                                                                    | |
| Pictou                                    | Salt Springs           | 111,10 | Salt Springs Connector vers Route 104                                                                         | |
| Pictou                                    | Central West River     | 116,30 | Route 376 nord vers Route 106 – Durham, Traversier vers l'Île-du-Prince-Édouard, Pictou                       | Terminus sud de la Route 376 |
| Pictou                                    |                        | 121,80 | Pleasant Valley Road vers Route 104                                                                           | |
| Pictou                                    | Westville              | 126,60 | Route 104 – Pleasant Valley, Truro, Amherst, Pictou, New Glasgow, Cap-Breton                                  | Sortie 21 de la Route 104 |
| Pictou                                    | Westville              | 129,70 | Route 289 ouest – Westville, Union Center                                                                     | Terminus ouest du multiplex avec la Route 289 |
| Pictou                                    | New Glasgow            | 131,60 | Route 104 – Truro, Amherst, Antigonish, Cap-Breton                                                            | Sortie 23 de la Route 104 |
| Pictou                                    | New Glasgow            | 133,40 | Route 374 sud – Stellarton                                                                                    | Terminus nord de la Route 374 |
| Pictou                                    | New Glasgow            | 134,20 | Traverse la East River of Pictou                                                                              | Traverse la East River of Pictou |
| Pictou                                    | New Glasgow            | 134,30 | Route 289 est (Mountain Road / George Street) Route 348 nord (Archimede Street)                               | Terminus est du multiplex avec la Route 289; terminus ouest du multiplex avec la Route 348 |
| Pictou                                    | New Glasgow            | 134,90 | Route 348 sud (East River Road) – Plymouth, Stellarton                                                        | Terminus est multiplex avec la Route 348 |
| Pictou                                    | New Glasgow            | 135,50 | Route 347 est – Thorburn, Sherbrooke                                                                          | Terminus ouest de la Route 347 |
| Pictou                                    | Sutherlands River      | 146,20 | Route 104 / School Road / Highland Road – New Glasgow, Truro, Antigonish, Cap-Breton                          | Carrefours giratoires; sortie 27 de la Route 104 |
| Pictou                                    | Sutherlands River      | 147,90 | Route 245 nord – Egerton, Merigomish                                                                          | Terminus sud de la Route 245 |
| Pictou                                    | Broadway               | 160,60 | Route 104 ouest – New Glasgow, Truro                                                                          | Accès à la Route 104 ouest seulement; sortie 28 de la Route 104 est |
| Pictou                                    | Barney's River Station | 170,30 | Route 104 – New Glasgow, Antigonish                                                                           | Sortie 29 de la Route 104 |
| Antigonish                                | James River            | 183,90 | Beaver Meadow Road vers Route 104                                                                             | |
| Antigonish                                |                        | 191,70 | Route 104 / Addington Forks Road – New Glasgow, Cap-Breton                                                    | Sortie 31 de la Route 104 |
| Antigonish                                | Antigonish             | 194,50 | Vers Route 245 / Route 337 – Antigonish Route 7 sud vers Route 104 – Sherbrooke, Sheet Harbour, Eastern Shore | Carrefour giratoire; terminus nord de la Route 7 |
| Antigonish                                | Antigonish             | 196,60 | Beech Hill Road vers Route 104                                                                                | Carrefour giratoire |
| Antigonish                                | Lower South River      | 202,50 | Route 316 vers Route 104 – Goshen, Goldboro, St. Andrews, Pomquet                                             | |
| Segment manquant de 10,8 km (6,7 mi)      |                        |        | | |
| Antigonish                                | Heatherton             | 213,20 | Route 104 – Antigonish, Cap-Breton                                                                            | Intersection à niveau; sortie 36A de la Route 104 |
| Antigonish                                | Paqtnkek               | 216,90 | Afton Road vers Route 104                                                                                     | |
| Antigonish                                | Monastery              | 226,60 | Route 104 – Antigonish, Cap-Breton                                                                            | Sortie 37 de la Route 104 |
| Antigonish                                | Monastery              | 228,00 | Route 16 sud – Guysborough, Canseau                                                                           | |
| Antigonish                                | Havre-Boucher          | 239,70 | Frankville Road vers Route 104 ouest                                                                          | |
| Antigonish                                | Havre-Boucher          | 241,60 | Pellerine Road vers Route 104 est                                                                             | |
| Antigonish                                | Auld's Cove            | 247,20 | Route 104 – Antigonish                                                                                        | Terminus ouest du multiplex avec la Route 104; intersection à niveau; sortie 39 de la Route 104 |
| Antigonish                                | Auld's Cove            | 253,50 | Route 344 sud – Mulgrave, Saint-Francis-Harbour, Boylston                                                     | Terminus nord de la Route 344; Saint-Francis-Harbour indiqué en direction est; Boylston indiqué en direction ouest; intersection à niveau; sortie 40 de la Route 104                                     |
| Détroit de Canso                          | Détroit de Canso       | 254,80 | Chaussée de Canso                                                                                             | Chaussée de Canso |
| Détroit de Canso                          | Détroit de Canso       | 256,20 | Chaussée de Canso                                                                                             | Chaussée de Canso |
| Inverness                                 | Port Hastings          | 256,80 | Route 105 est – Chéticamp, Baddeck, Sydney Route 19 nord – Inverness, Port Hood, Margaree Forks               | Carrefour giratoire; sortie 1 de la Route 105; terminus ouest de la Route 105; terminus sud de la Route 19; terminus est du multiplex avec la Route 104; terminus est du premier segment de la Route 104 |
| Inverness                                 | Port Hawkesbury        | 264,70 | Route 104 est – Isle Madame, Saint-Pierre, Sydney                                                             | Sortie 43 de la Route 104 |
| Richmond                                  | Grande Anse            | 289,80 | Route 320 est – Louisdale, D'Escousse, Arichat, Petit-de-Grat                                                 | Terminus ouest de la Route 320 |
| Richmond                                  |                        | 299,30 | Sporting Mountain Road vers Route 104                                                                         | |
| Richmond                                  | River Tillard          | 304,50 | Route 104 ouest – Port Hawkesbury, Chaussée de Canso                                                          | Terminus est de la Route 104; sortie 48 de la Route 104 |
| Richmond                                  | Saint-Pierre           | 309,50 | Route 247 sud – Grande Greve, L'Ardoise, Pointe-Michaud                                                       | Terminus nord de la Route 247 |
| Cap-Breton                                | East Bay               | 376,50 | Route 216 ouest – Eskasoni, Grand Narrows, Iona                                                               | Terminus est de la Route 216 |
| Cap-Breton                                | Sydney River           | 389,80 | Route 125 – North Sydney, Traversier vers Terre-Neuve-et-Labrador, Glace Bay, New Waterford, Louisbourg       | Sortie 6 de la Route 125; carrefour giratoire |
| Cap-Breton                                | Sydney River           | 390,30 | Route 305 ouest (Keltic Drive)                                                                                | Terminus est de la Route 305 |
| Cap-Breton                                | Sydney River           | 390,80 | Kennwood Drive                                                                                                | Carrefour giratoire |
| Cap-Breton                                | Sydney                 | 393,20 | Route 327 sud (Alexandra Street) – Gabarus                                                                    | Terminus nord de la Route 327 |
| Cap-Breton                                | Sydney                 | 394,50 | Route 22 sud (George Street) – Louisbourg                                                                     | Terminus nord de la Route 22 |
| Cap-Breton                                | Sydney                 | 396,00 | Route 28 est – New Waterford                                                                                  | Terminus ouest de la Route 28 |
| Cap-Breton                                | Sydney                 | 398,40 | Route 125 ouest vers Route 22 / Route 105 – North Sydney, Louisbourg, Chaussée de Canso                       | Terminus est de la Route 125; sortie 9 de la Route 125 |
| Cap-Breton                                |                        | 406,10 | Aéroport | |
| Cap-Breton                                | Glace Bay              | 414,60 | Route 28 (Main Street)                                                                                        | |
| - Terminus de multiplex - Accès incomplet |                        |        | | |